# Buteogallus aequinoctialis
El busardo negro del Atlántico (Buteogallus aequinoctialis) es una especie accipitriforme de la familia Accipitridae propia de las regiones costeras atlánticas de América del Sur. Se encuentra en Brasil, Guayana Francesa, Guyana, Suriname, Trinidad y Tobago  y Venezuela. Su hábitat natural son los bosques de tropicales húmedos de las costas y los manglares tropicales.